# كريستين كريوك
كريستين كريوك (بالإنجليزية: Kristin Kreuk)‏ مواليد 30 ديسمبر 1982 في فانكوفر، كولومبيا البريطانية، كندا، هي ممثلة كندية بدأت مسيرتها الفنية عام 2001. هي أيضا منتجة أفلام.

## المسيرة الفنية
هي ممثلة كندية الأصل ولدت في مثل هذا اليوم بمدينة (فانكوفر. كولومبيا) البريطانية. هي من مواليد برج الجدي. والدها (بيتر كريوك) مهندس مواقع من أصول هولندية. وأمها (ديانا تشي) أيضا مهندسة معمارية من أصول صينية. لديها أخت اصغر منها اسمها (جوستين). درست كريستين الابتدائية في مدرسة (اديث كافل) والثانوية في مدرسة (ايريك هامبير) في فانكوفر. كما أنها تدربت على الجمباز في المدرسة الوطنية العليا. كانت كريستين مقدمة على أن تدرس علم النفس والبيئة في جامعة (سايمون فرايزر) لكن تم اختيارها من قبل (اجمونت) مدير المسلسلات هيئة الإذاعة الكندية التلفزيوني عندما اتصل بمدرستها الثانوية يبحث عن بنت غريبة المظهر لتلعب دور كندي صيني في (لوريال يانغ) ولم يكن عند كريستين أية فكرة عن التمثيل فقط المسرحيات الموسيقية التي كانت تقام في المدرسة العليا. لكن رغم هذا فقد ربحت العرض. كان أول ظهور لها في عمل تلفزيوني ودور رئيسي في (الثلج الأبيض) فكانت انطلاقة موفقة لها دفعت بها إلى النجومية والشهرة من خلال أعمال تلفزيونية وسينمائية نالت استحسان الجميع. من أشهر أفلامها هو فلم (حلم الأميرة) و(قتال الشوارع) و(أسطورة ايرثسيا).

## الأعمال
- سمولفيل
- تشاك

## روابط خارجية
- كريستين كروك على موقع IMDb (الإنجليزية)
- كريستين كروك على موقع روتن توميتوز (الإنجليزية)
- كريستين كروك على موقع ألو سيني (الفرنسية)
- كريستين كروك على موقع تيرنر كلاسيك موفيز (الإنجليزية)
- كريستين كروك على موقع أول موفي (الإنجليزية)
- كريستين كروك على موقع قاعدة بيانات الأفلام السويدية (السويدية)
- كريستين كروك على موقع إن إن دي بي (الإنجليزية)
- كريستين كروك على موقع قاعدة بيانات الفيلم (الإنجليزية)
- كريستين كروك على موقع كينوبويسك (الروسية)